# Tokyrau
Tokyrau (kaz. Тоқырау; ros. Токрау, Tokrau, Жаманкуль, Żamankul) – rzeka we wschodnim Kazachstanie, o śnieżnym reżimie. Jej długość wynosi 298 km, powierzchnia zlewni 21,1 tys. km², średni przepływ w górnym biegu 1,56 m³/s.
Źródła Tokyrau znajdują się w górach Kyzyłtas w środkowej części Pogórza Kazachskiego. Rzeka płynie na południe i ginie w piaskach nad jeziorem Bałchasz. W dolnym biegu okresowo wysycha.